# Dong Dong
Dong Dong (董栋S, Dǒng DòngP, 董棟T; Zhengzhou, 13 aprile 1989) è un ginnasta cinese vincitore della medaglia di bronzo ai Giochi olimpici di Pechino 2008 nel trampolino elastico, della medaglia d'oro ai Giochi olimpici di Londra 2012 nel trampolino elastico e della medaglia d'argento ai Giochi olimpici di Rio de Janeiro 2016 nel trampolino elastico.

## Palmarès
- Giochi olimpici

Pechino 2008: bronzo nel trampolino elastico.
Londra 2012: oro nel trampolino elastico.
Rio de Janeiro 2016: argento nel trampolino elastico.
Tokyo 2020: argento nel trampolino elastico.
- Mondiali

Québec 2007: oro a squadre e argento individuale.
San Pietroburgo 2009: oro individuale e a squadre.
Metz 2010: oro individuale e sincro.
Birmingham 2011: oro sincro, argento individuale e a squadre.
Sofia 2013: oro individuale e a squadre.
Daytona Beach 2014: oro sincro e argento individuale.
Odense 2015: oro sincro e argento a squadre.
Sofia 2017: oro a squadre e bronzo individuale.
San Pietroburgo 2018: oro a squadre miste e argento individuale.
Tokyo 2019: argento a squadre e bronzo individuale.
- Giochi mondiali

Cali 2013: oro sincro.
breslavia 2017: oro sincro.
- Giochi asiatici

Canton 2010: oro individuale.
Incheon 2014: oro individuale.
Giacarta 2018: oro individuale.